# Tulipanowa rewolucja
Tulipanowa rewolucja (zwana też migdałową) – wydarzenia w Kirgistanie z marca 2005, które nastąpiły w wyniku protestu kirgiskiej opozycji, której liderzy, wywodzący się spośród odsuniętych w poprzednich latach współpracowników prezydenta Askara Akajewa, domagali się jego ustąpienia i unieważnienia wyborów parlamentarnych z 27 lutego i 13 marca. Skutkiem rewolucji było obalenie prezydenta Askara Akajewa, którego następcą został Kurmanbek Bakijew.
W źródłach pojawiają się dwa wyjaśnienia, tłumaczące pochodzenie nazwy protestów. Przyjmuje się, że nazwa protestów wzięła się od znaku graficznego ruchu młodzieżowego Birge (białego tulipana umieszczonego na czarnym tle) lub od kwitnących na wiosnę tulipanów.

## Przyczyny
Podobnie jak w innych państwach Azji Środkowej, dużą rolę w polityce Kirgistanu sprawowały klany występujące w społeczeństwie. Po rozpadzie Związku Radzieckiego władze prezydencką w Kirgistanie od 1990 roku sprawował Askar Akajew. Artykuł 43. Konstytucji mówi, że prezydent Kirgistanu jest wybierany na pięć lat i nie może sprawować więcej niż dwie kadencje z rzędu, zapis ten traktowano jednak swobodnie. Podczas pierwszych lat rządów Akajew próbował podtrzymywać system równowagi wpływów klanowych na działanie państwa. Kirgistan, postrzegany przez społeczność międzynarodową jako lider demokratyzacji w Azji Środkowej, otrzymywał wsparcie finansowe we wdrażaniu reform. Z czasem władze w kraju sprawowali przedstawiciele pochodzący z klanów północnych, wspierających rządy Akajewa, w wyniku czego zatrzymano proces demokratyzacji Kirgistanu. Powszechnymi problemami stały się: korupcja, nepotyzm i przywłaszczanie sobie sektorów gospodarki państwowej przez klany północne. Faworyzowanie północnych klanów miało negatywny wpływ na równowagę międzyplemienną, zapewniającą równowagę wewnętrzną państwa. Ponadto dużym problemem Kirgistanu stały się również duże nierówności społeczne.
Opozycja uaktywniła się w 1998 roku, po podpisaniu przez Biszkek umowy granicznej z Chińską Republiką Ludową. Władze nie ujawniały szczegółów umowy, gdyż ta zapewniała sporo ustępstw na rzecz Chin i mogła być źle oceniona przez społeczeństwo. Pod koniec 2001 roku opinia publiczna dotarła do części postanowień. Azimbek Beknazarow, opozycyjny deputowany Rady Najwyższej, po skrytykowaniu przekazania części terytorium Kirgistanu Chinom na podstawie zawartej umowy granicznej został aresztowany pod zarzutem nadużywania władzy, kiedy pracował w prokuraturze. W dniach 17–18 marca 2002 roku w Biszkeku odbyły się protesty społeczne. Demonstrujący domagali się dymisji Akajewa i uwolnienia Beknazarowa. Protest stłumiły siły prorządowe. W wyniku zajścia zginęło sześć osób.
Bezpośrednią przyczyną rewolucji były wyniki wyborów parlamentarnych z 27 lutego i 13 marca 2005 roku. Przed wyborami władza próbowała osłabić pozycję opozycji. W wyborach wystartowali przedstawiciele opcji prorządowej, opozycja antyakajewska (z Rozą Otunbajewą i Kurmanbekiem Bakijewem na czele) i kandydaci niezależni, reprezentujący głównie środowisko biznesowe. W pierwszej turze wyborów wzięło udział 60,85% wyborców. Najwięcej mandatów (31 na 75 w jednoizbowym parlamencie) uzyskała prorządowa partia Alga, Kirgistan! (pol. Naprzód, Kirgistan), kierowana przez córkę prezydenta, Bermet Akajewą. Obserwatorzy z OBWE i Parlamentu Europejskiego zgłaszali pewne naruszenia standardów wyborów demokratycznych, z kolei obserwatorzy z państw WNP uznali, że wybory były uczciwe i przejrzyste. Opozycja oskarżyła rząd o sfałszowanie wyników pierwszej tury. 4 marca w Dżalalabadzie doszło do pierwszej manifestacji.

## Przebieg protestów
W dniach 7–8 marca w Osz odbyły się manifestacje przeciwko wynikom wyborów. Na południu Kirgistanu protestujący zablokowali drogę łączącą Biszkek z Oszem. Zwolennicy opozycji zainicjowali marsz na Biszkek, który przerwano 13 marca po aresztowaniu lidera Kurmanbeka Bakijewa. Tego samego dnia odbyła się druga tura wyborów parlamentarnych, zakończonych sukcesem rodziny Akajewów. Wyniki przyczyniły się do eskalacji protestów. Opozycja oskarżyła Akajewa o ponowne sfałszowanie wyników wyborów i dyskwalifikację części kandydatów opozycyjnych.
Od 14 marca protesty odbyły się między innymi w Tałasie, Oszu, Özgönie i Dżalalabadzie. W Tałasie protestujący zajęli budynek administracyjny i wzięli gubernatora za zakładnika. W Dżalalabadzie zwolennicy opozycji zajęli ratusz i utworzyli tymczasową administrację. Na południu Kirgistanu dochodziło do okradania sklepów i budynków administracyjnych oraz brania jako zakładników urzędników i dziennikarzy. Biszkek pogrążył się w anarchii. 23 marca organizacje młodzieżowe Kel-kel i Birge zorganizowały protesty w centrum państwa. Organizacje te, na wzór ich odpowiedników z Gruzji i Ukrainy, walczyły z rządem poprzez budowanie świadomości społecznej i postaw obywatelskich przy rezygnacji z użycia siły.
W Kirgistanie rozpoczął się spór pomiędzy starym parlamentem (którego kadencja upłynęła 14 kwietnia), a nowym. 24 marca na nadzwyczajnym posiedzeniu Rada Najwyższa wybrała Bakijewa na tymczasowego Przewodniczącego Rady Najwyższej. 26 marca wyznaczono datę wyborów prezydenckich na czerwiec. 27 marca odbyła się pierwsza sesja nowej Rady Najwyższej. Przewodniczący Rady Najwyższej został Ömürbek Tekebajew. Akajew zrezygnował z urzędu 4 kwietnia. Datę wyborów prezydenckich przesunięto na 10 lipca.

## Skutki rewolucji
Wybory prezydenckie z lipca 2005 roku zakończyły się zwycięstwem Kurmanbeka Bakijewa w pierwszej turze. Bakijew nie zmienił mechanizmów plemiennych w polityce kirgiskiej. Pomimo deklarowania gotowości demokratyzacji Kirgistanu i walki z korupcją, nie podjął działań w tym kierunku. Pierwsze protesty przeciwko polityce Bakijewa wybuchły w 2006 roku. W marcu 2010 roku Bakijew zakazał działalności dwóm gazetom oraz nakazał kontrolę kanałów telewizyjnych powiązanych z opozycją. Ograniczenie swobód obywatelskich (w tym wolności słowa) i problemy gospodarcze Kirgistanu doprowadziły do rewolucji w kwietniu 2010 roku (tzw. dyniowej rewolucji), która doprowadziła do odsunięcia od władzy Bakijewa.

## Ocena wydarzeń
W przeciwieństwie do innych kolorowych rewolucji (gruzińskiej rewolucji róż z 2003 roku i ukraińskiej pomarańczowej rewolucji z 2004 roku), protesty w Kirgistanie nie miały na celu demokratyzacji państwa i ograniczały się wyłącznie do odsunięcia od władzy Akajewa. Ponadto w przeciwieństwie do wydarzeń w Gruzji i na Ukrainie dochodziło do aktów przemocy nie mających motywów politycznych. Opozycja nie podjęła się negocjacji z rządem, a zdobycie przez nią władzy było możliwe za sprawą użycia siły.
Stany Zjednoczone i Rosja nie angażowały się w wydarzenia. Waszyngton ograniczył swoją reakcję ze względu na znaczenie Kirgistanu dla prowadzonych operacji w Afganistanie, zaś Moskwa nie krytykowała działań opozycji kirgiskiej, gdyż ona także wspierała politykę prorosyjską.